# La Besace
La Besace ist eine französische Gemeinde mit 134 Einwohnern (Stand 1. Januar 2022) im Département Ardennes in der Region Grand Est (vor 2016 Champagne-Ardenne). Sie gehört zum Arrondissement Sedan und zum Kanton Vouziers. 

## Geographie
La Besace liegt rund 23 Kilometer südsüdöstlich von Sedan. Umgeben wird La Besace von den Nachbargemeinden Raucourt-et-Flaba im Norden, Yoncq im Osten, Beaumont-en-Argonne im Südosten und Osten, La Berlière im Süden und Südwesten sowie Stonne im Westen.

## Bevölkerungsentwicklung
| Jahr                       | 1962 | 1968 | 1975 | 1982 | 1990 | 1999 | 2006 | 2019 |
| Einwohner                  | 180  | 173  | 165  | 129  | 132  | 133  | 127  | 136  |
| Quellen: Cassini und INSEE |      |      |      |      |      |      |      |      |

## Sehenswürdigkeiten

Kirche Saint-Étienne

- Kirche Saint-Étienne